# Rosetta Sherwood Hall
Rosetta Sherwood Hall (19. září 1865 Liberty – 5. dubna 1951 Ocean Grove) byla lékařská misionářka a učitelka. Založila školu pro slepé a hluché v Pchjongjangu. Během čtyřiceti let, co žila v Koreji, pomáhala rozvíjet vzdělávání postižených a zavádění lékařského vzdělávání pro ženy.

## Životopis
Rosetta Sherwood se narodila v Liberty ve státě New York jako nejstarší dcera anglických imigrantů, Phoebe (rozené Gildersleeve) a Roseveltu Rensleru Sherwoodovi. V roce 1883 dokončila studium na státní škole v Oswago (Oswego State Normal School) a stala se zdejší učitelkou. Poté co v roce 1886 navštívila přednášku o potřebě lékařské misie v Indii se rozhodla, že se přihlásí na Ženskou lékařskou fakultu v Pensylvánii. Promovala v roce 1889.
Když pracovala na dolním Manhattanu v lékárně na Madison Street, setkala se s budoucím manželem Dr. Williamem Jamesem Hallem, který byl původem z Kanady. Hall pracoval ve stejné lékárně a byl na seznamu misionářů, kteří měli odjet na lékařskou misi do Číny s Kanadskou metodistickou episkopální církví, což Rosettu inspirovalo, aby se také zapsala na misi. V roce 1890 ji povolala Ženská zahraniční misionářská společnost metodistické episkopální církve. Hall byl povolán v roce 1891. Nevzali se, dokud se „nesetkají v cizině”, protože každý byl povolán na jinou misi. Svatba se konala v červenci 1892 a Rosetta sňatkem s Kanaďanem ztratila americké občanství. Rosetta založila v Soulu lékárnu. V roce 1894 zahájila v Koreji výuku zrakově postižených učením slepých dívek pomocí modifikace Braillova písma, kterou sama vyvinula. V roce 1899 založila nové křídlo ženské lékárny Edith Margaret Memorial Wing v Pchjongjangu. V roce 1909 založila školu pro sluchově postižené. Za pomoci dvou korejských doktorů (Dr. Taik Won Kim a jeho žena Dr. Čchung-Hee Kil) založila v roce 1928 Čosŏnský ženský lékařský vzdělávací ústav (Chosun Women's Medical Training Institute) s cílem pozvednout ho na ženskou lékařskou školu. Poté co Rosetta odešla na odpočinek, vedli ústav v letech 1933–1937 Dr. Taik Won Kim a Dr. Čchung-Hee Kil. Z ústavu se v roce 1938 stala Kjungsungská ženská lékařská škola. V roce 1957 se stala smíšenou školou. Postupně se rozvinula v jednu z předních lékařských škol v Jižní Koreji, Fakulty lékařství Korejské univerzity. Rosetta Sherwood Hall byla také zodpovědná za pomoc při založení dalších institucí vyššího vzdělávání. Koreu opustila v roce 1933. Zemřela 5. dubna 1951 v Ocean Grove v New Jersey a je pohřbena na misionářském hřbitově v Janghwajin v Soulu.